# Lewinia
A  Lewinia a madarak osztályának darualakúak (Gruiformes) rendjébe és a  guvatfélék (Rallidae) családjába tartozó nem.

## Rendszerezésük
A nemet George Robert Gray angol ornitológus írta le 1855-ban, az alábbi fajok tartoznak ide:
- horkoló guvat (Lewinia plateni[1] vagy Aramidopsis plateni)[2]
- szürkemellű guvat (Lewinia striata[1] vagy Gallirallus striatus)[2]
- barnacsíkos guvat (Lewinia mirifica)
- palaszürke guvat (Lewinia pectoralis)
- auckland-szigeteki guvat (Lewinia muelleri)